# Moldavské letectvo
Moldavské letectvo je letecká složka ozbrojených sil Moldavska.

## Přehled letecké techniky
Tabulka obsahuje přehled letecké techniky vzdušných sil Moldavska podle Flightglobal.com.
| Název                          | Původ                          | Určení                         | Verze                          | V aktivní službě               | Poznámky                       |                                |
| Dopravní a transportní letouny | Dopravní a transportní letouny | Dopravní a transportní letouny | Dopravní a transportní letouny | Dopravní a transportní letouny | Dopravní a transportní letouny | Dopravní a transportní letouny |
| ------------------------------ | ------------------------------ | ------------------------------ | ------------------------------ | ------------------------------ | ------------------------------ | ------------------------------ |
| Antonov An-26                  | Sovětský svaz                  | transportní letoun             |                                | 1                              |                                |                                |
| Vrtulníky                      |                                |                                |                                |                                |                                |                                |
| Mil Mi-2                       | Sovětský svaz                  | užitkový vrtulník              |                                | 1                              | Pod kontrolou armády Podněstří |                                |
| Mil Mi-8                       | Sovětský svaz                  | transportní vrtulník           |                                | 1                              | Pod kontrolou armády Podněstří |                                |